# Diego Martínez Barrio
Diego Martínez Barrio (Sevilha, 25 de novembro de 1883 — Paris, 1 de janeiro de 1962) foi um político da Espanha. Foi presidente do governo de Espanha de 1933 a 1933.

## Biografia
Filho de um pedreiro e de uma vendedora do mercado, ele mesmo manifestava nas suas memórias: “A minha infância não conheceu outras alegrias que as inevitáveis da idade, misturadas com escassez que, depois da morte da minha mãe, se tornaram misérias”.
Em efeito, quando contava onze anos faleceu a sua mãe e muito pronto começou a trabalhar, dedicando o dia à sua atividade laboral como tipógrafo e  as noites á leitura de livros e jornais.
Muito pronto afiliou-se à "Juventude Republicana de Sevilha" e ao Partido Republicano Radical fundado por Alejandro Lerroux. Começou a sua atividade jornalística. Durante o serviço militar (1907), esteve dois meses no calabouço acusado de um delito de opinião por um artigo, embora finalmente o caso fosse despronunciado.
Em 1908 afiliou-se à Maçonaria, começando na loja “La Fe de Sevilla”. Teve um papel importante durante várias décadas na maçonaria espanhola. Foi eleito como Grande Mestre do Gran Oriente Español.
Mais tarde funda o jornal El Pueblo e contribui para a difusão das ideias republicanas na província de Sevilha e na Andaluzia ocidental. Em 1910 iniciou a sua carreira política, sendo eleito vereador do município de Sevilha, cargo que renovou após as eleições de 1920.
Em 1923 apresentou-se candidato para deputado nas Cortes e, embora fosse eleito, a Junta do Censo e o Tribunal Supremo anularam a sua designação em favor de Juan Ignacio Luca de Tena, o qual recusou tomar posse do cargo.
Mais tarde seria eleito presidente do Partido Republicano Radical da província de Sevilha. Durante a ditadura de Primo de Rivera liderou a oposição ao regime na Andaluzia Ocidental.
Em 1930 fez parte do Comité Revolucionário que emanou do Pacto de São Sebastião. A  14 de abril de 1931, data da instauração da II República espanhola, encontrava-se exilado na França, com outros partidários da república, pelas suas atividades políticas.

### Proclamação da República
A  15 de abril de 1931, acompanhado por Marcelino Domingo, Indalecio Prieto e Lluis Nicolau d'Olwer, que também estavam no exílio, regressou para Espanha em um comboio. A viagem, apenas cruzar a fronteira, tornou-se numa apoteose, as pessoas amontoavam-se nas estações, e até mesmo o comboio teve de se deter em povoações nas quais habitualmente não o fazia para satisfazer a população. O entusiasmo popular ao passar a comitiva foi enorme. Em Valladolid apresentou-se o capitão-general Fernandez Pérez junto ao seu estado maior, enquanto as bandas militares interpretavam o Hino de Riego, já Hino Nacional. Ao chegar a Madrid trasladou-se diretamente para o Ministério da Governação, onde era constituído o governo provisório da República, no que ocuparia a carteira de Ministro de Comunicações.
| Período            | Cargo                             |
| 14-4-31 a 16-12-31 | Ministro de Comunicações          |
| 12-8-33 a 8-10-33  | Ministro da Governação            |
| 8-10-33 a 16-12-33 | Presidente do Governo             |
| 16-12-33 a 23-1-34 | Ministro da Governação            |
| 23-1-34 a 3-3-34   | Ministro da Guerra                |
| 15-3-36 a 1-4-39   | Presidente das Cortes             |
| 7-4-36 a 10-5-36   | Presidente da República           |
| 19-7-36 a 19-7-36  | Presidente do Governo             |
| 17-8-45 a 1-1-62   | Presidente da República no exílio |

A  8 de outubro de 1933 foi eleito para presidir o governo que devia organizar as eleições, por ser uma pessoa de reconhecida moderação, respeitada por todo o arco político. Em efeito, agiu com total imparcialidade, permitindo por exemplo a fundação de Falange Espanhola e solvendo os levantamentos anarquistas surgidos após serem conhecidos os resultados eleitorais. As eleições decorreram com uma limpeza absoluta e, durante o período eleitoral, Martínez Barrio decidiu suspender a aplicação da Lei de Defesa da Republica para evitar qualquer suspeita de ilegalidade ou coação.
Posteriormente foi Ministro de Governação com Lerroux, embora depois abandonasse o partido devido à sua disconformidade com a política seguida por aquele de pactos com a CEDA presidida por Jose María Gil Robles, fundando o seu próprio partido que denominaria Partido Radical Democrata que mais tarde se integraria na União Republicana.
Integrada a União Republicana na Frente Popular, Martínez Barrio foi eleito deputado por Madrid nas eleições de 16 de fevereiro de 1936 (ao tratar-se de um sistema eleitoral de listas abertas é importante sublinhar que foi o segundo candidato mais votado, com 224 337 votos, precedido unicamente  com uma diferença de 203 votos pelo candidato do PSOE Julián Besteiro). Foi nomeado Presidente das Cortes e exerceu interinamente como Presidente da República, no período compreendido entre 7 de abril e 10 de maio de 1936, por ocasião da destituição de Alcalá Zamora.

### Guerra Civil
Na noite de 18 a 19 de julho de 1936, Manuel Azaña, após a demissão de Santiago Casares Quiroga, ofereceu-lhe a tarefa de formar um governo de conciliação que pudesse evitar o começo da guerra. Durante umas horas de atividade frenética, telefonou vários chefes militares num última tentativa para que depusessem a sua atitude, conseguindo-o com vários deles em parte graças a amizades pessoais. Finalmente, segundo relata nas suas memórias,  falou por telefone com o general Mola, que recusou qualquer aproximação.
A  20 de julho, apresentou a demissão ao compreender que a guerra civil era inevitável. Foi então substituído por José Giral.
Durante a guerra civil foi um dos conselheiros mais íntimos de Azaña e presidiu por várias ocasiões as Cortes da República.

### Exílio
Com a queda da República exilou-se, primeiro na França e depois no México, onde em 1945 seria designado Presidente da República no exílio, cargo que ocupou até a sua morte. Finalmente voltou para Paris, onde faleceria. Trinta e oito anos mais tarde, em 2000, o seu restos seriam transladados a Sevilha, a sua cidade natal.
Em 2008, o Município de Sevilha rendeu homenagem ao político sevilhano com a publicação da obra Palabra de republicano, que recolhe os diferentes discursos, conferências, intervenções parlamentares, meetings e atos públicos nos quais interveio Martínez Barrio entre 1901 e 1959, bem como uma importante amostra da sua correspondência epistolar.